# Campoletis pyralidis
Campoletis pyralidis är en stekelart som beskrevs av Walley 1970. Campoletis pyralidis ingår i släktet Campoletis och familjen brokparasitsteklar. Inga underarter finns listade.